# Iván Polzunov
Iván Ivánovich Polzunov (en ruso: Иван Иванович Ползунов) (1728 – 27 de mayo de 1766) fue un inventor ruso, creador del primer motor de vapor en su país, que además fue el primer motor de dos cilindros del mundo.

## Semblanza
Polzunov nació en la ciudad de Turinsk (actualmente en el Óblast de Sverdlovsk, Rusia), hijo de un soldado de origen campesino. Después de graduarse en 1742 en la Escuela de Minas de Ekaterimburgo, pasó a ser aprendiz de Nikita Bakharev, mecánico jefe de las industrias de los Urales. A principios de 1748 ya estaba trabajando en Barnaúl.
En la biblioteca de la planta de Barnaúl encontró los trabajos de Mijaíl Lomonósov, que estudió por sus propios medios, así como las descripciones de máquinas de vapor contemporáneas obra de I. Shlatter. En 1763 propuso una original máquina de vapor de 1.8 C.V. (1.2 kW). El diseño utilizaba dos cilindros en el mismo fuste, siendo su funcionamiento completamente independiente de poder disponer de agua en abundancia para enfriar el vapor y provocar por condensación el retroceso del cilindro, lo que hacía a la máquina útil incluso en sitios secos o en zonas montañosas. Este diseño fue un gran paso adelante respecto a las máquinas de vapor contemporáneas, que empleaban el enfriamiento con agua para hacer regresar los pistones, lo que impedía utilizarlas si no se disponía de agua en abundancia (véase máquina de Newcomen).
El proyecto fue enviado a la Emperatriz Catalina II, quien otorgó a Polzunov una recompensa de 400 rublos y le concedió el ascenso a teniente primero, pero que no pareció apreciar la nueva tecnología, cuando le recomendó utilizar el enfriamiento por agua para que regresaran los pistones a su posición inicial, como se hacía en Gran Bretaña.
En 1765 Polzunov diseñó una gran máquina de vapor de 32 C.V. para accionar las bombas de soplado de aire en unos hornos de fundición. El director de la planta de Barnaúl, el general Porshin, apalabró el uso del diseño de dos cilindros de Polzunov en las acerías de Barnaúl, un área muy seca que a menudo carecía en verano de agua en los cauces.
La máquina se ensambló a lo largo del invierno y de la primavera de 1766; pero la sala donde se construyó tenía paredes muy delgadas y numerosas corrientes de aire, lo que contribuyó a agravar la tuberculosis que padecía Polzunov. A pesar del progreso de la enfermedad, continuó dedicado al trabajo, falleciendo el 27 de mayo de 1766 a la edad de 37 años, tres días antes de que se acabara la construcción de la máquina. El motor funcionó durante tres meses, cuando fue desmontado y reemplazado por un antiguo modelo de condensación, a pesar de que ya había amortizado su coste durante aquellos tres meses. Existe un modelo de la máquina de vapor de Iván Polzunov (que sigue funcionando perfectamente) en el museo de Barnaúl.

## Eponimia
- El cráter lunar Polzunov lleva este nombre en su memoria.[1]
- El asteroide (2771) Polzunov también conmemora su memoria.[2]